# Історія ЛГБТ-руху в Україні
ЛГБТ-рух в суспільно-політичному житті України

## ЛГБТ-рух до сучасних часів

### Давні часи
Поки в країнах Західної Європи геїв спалювали на багаттях, на землях Русі та у Великому Князівстві Литовському законодавство було значно м'якішим щодо цієї группи людей, у будь якому разі невідомо про страту якоїсь відомої особистості[джерело?].
У часи Запорізької Січі гомосексуальних людей втоптували кіньми в землю, бо вважалося що це явище від диявола і протиречить християнським нормам.
В українському селі XIX століття популярність набуло так зване секеляння (мастурбація) серед підлітків, в тому числі гомосексуальна.

### ЛГБТ-рух за часів Української Народної Республіки
Після Лютневої Революції були відмінені всі закони Російської імперії, в тому числі стаття про «мужлозтво». Гомосексуальні стосунки за часів УНР були законними, але суспільне положення цієї группи населення ніяк не обговорювалось тогочасними політиками[джерело?].

### Радянська окупація
Після радянсько-української війни та утворення СРСР у 1922 році влада спочатку нейтрально ставилась до ЛГБТ, ведучи таємний нагляд за такими людьми. Але після приходу до влади Сталіна та доносу Генріха Ягоди у якому він звинуватив гомосексуалів у «шпигунстві», відбулася криміналізація гомосексуальності у 1933 році як частина сталінських репресій, відповідна стаття була внесена до Кримінального кодексу Української РСР у 1934 році, але частіше використовувалась щодо політичних опонентів та дисидентів[джерело?].
Переслідування і різко вороже ставлення, неможливість протистояти тоталітарній системі за радянських часів сприяли формуванню особливої субкультури гомосексуальних і бісексуальних людей. На відміну від країн Заходу, де контркультура ЛГБТ-спільноти стала серйозною альтернативою традиційному устрою завдяки можливості відкрито висловлювати свою позицію, в СРСР сформувалася закрита для необізнаних субкультура адаптації, що дозволила в умовах переслідувань гомосексуальним і бісексуальним людям організувати своє приватне життя. Важливими межами цієї субкультури стали відсутність єдиної спільноти як такої, розрізненість, цілком обґрунтована засекреченість[джерело?].

### Після розпаду СРСР
Після довгих років підпільного існування, після розпаду СРСР і скасування в січні 1992 року запровадженого сталінським режимом кримінального покарання за чоловічу гомосексуальність в Україні субкультура гомосексуальних і бісексуальних людей дістала можливість вийти з підпілля… у хаос. Скасування кримінального переслідування не змінило сформованого роками негативного й упередженого відношення до гомосексуальних і бісексуальних людей з боку суспільства. Розрізненість ЛГБТ-спільноти, відсутність інформації, стереотипи та гомофобія не сприяли розквіту субкультури та руху лесбійок, геїв, бісексуальних і трансгендерних людей[джерело?].

### 1990-ті роки
Першими відчули на собі наслідки «виходу в світ» люди, що намагалися зареєструвати організації гомосексуальних і бісексуальних людей. Тяганина, образи й дискримінація в процесі реєстрації, упереджене відношення, з одного боку, і страх відкритого виступу багатьох гомосексуальних і бісексуальних людей — з іншою, привели до того, що багато перших організацій ЛГБТ не було офіційно зареєстровано[джерело?].
Більшість об'єднань геїв і лесбійок України початку і кінця 90-х були клубами знайомств і не ставили перед собою жодних цілей політичного характеру. Багато хто з них насилу проіснував понад два роки.

## Сучасність
Влада досі йде на контакти з представниками ЛГБТ лише в питаннях профілактики ВІЛ/СНІД і венеричних хвороб серед цієї важко досяжної групи людей. На профілактиці було засновано співпрацю геївських груп і місцевих СНІД-центрів в Одесі, Запоріжжі, Донецьку і так далі. Тобто фактично державні структури намагалися і досі намагаються позбавитися від необхідності роботи з даною групою населення. Як недавно заявив мер Красноармійська (Донецька обл.) Андрій Ляшенко, «в місті Червоноармійську офіційно не виявлена соціальна група чоловіків, які мають сексуальні відношення з чоловіками» (лист Червоноармійської міськради від 19 вересня 2008 р. № 01-22-2673).
За станом на серпень 2014 р., з 40 офіційно легалізованих реєстраційними органами громадських і благодійних ЛГБТ-організацій, створених ЛГБТ-спільнотою, в Україні діють реально 26 і номінально 18 об'єднань громадян.
Саме вони займаються активною діяльністю для ЛГБТ-спільноти: адвокацією, роботою із ЗМІ, зв'язками з громадськістю проведенням культурних та спортивних заходів, наданням психологічної підтримки та правових консультацій, освітньою роботою, дослідженнями, профілактикою ВІЛ/СНІДу та ІПСШ серед ЧСЧ та ЖСЖ. Наразі стало розвиваються надійні лесбігеївські on-line джерела інформації, в деяких обласних містах проводяться групи взаємодопомоги та групи особистісного росту, активно розвивається спортивне і творче дозвілля.
Тепер в Україні традиційно відзначається Міжнародний день проти гомофобії (17 травня), Міжнародний день толерантності (16 листопада), День пам'яті гомосексуалів — жертв тоталітарного радянського режиму (12 грудня), лесбігеївська спільнота активно адвокатує свої права перед виконавчою і законодавчою владою.
2006 року спільнотою була ініційована широка дискусія щодо надання повноти громадянських прав і свобод ЛГБТ-громадянам. У відкритому листі до Президента і профільних міністерств у 2006 р. було викладено 6 основних вимог (заборона дискримінації за ознакою сексуальної орієнтації, легалізація та визнання шлюбів тощо). У 2008 році лесбігеївська спільнота розробила «План заходів щодо протидії в Україні дискримінації на підставі сексуальної орієнтації та гендерної ідентичності», адресований Президентові, Парламенту та профільним міністерствам і відомствам, що складається зі 109 пунктів і охоплює всі напрями суспільних стосунків і громадянських прав.
В результаті семінару-наради за участі представників ЛГБТ організацій з Мінздравом України була проведена презентація потреб в медичних послугах ЛГБТ, ЧСЧ, ЖСЖ і трансгендерних людей, складені рекомендації, що адресовані Мінздоров'я та іншим профільним відомствам.
Роль громадських організацій в боротьбі з гомофобією, стигмою і дискримінацією, неможливо не відзначити, що лідери та активісти ЛГБТ-організацій України зайняли міцну позицію експертів та newsmaker'ів для засобів масової комунікації нашої країни. Український медіапростір проявляє стійкий інтерес до ЛГБТ проблематики. Зокрема, лише у 2009—2010 році ЛГБТ тему регулярно висвітлювали такі провідні телеканали, як СТБ, Інтер, 5 канал, ТРК Україна; друковані видання: журнал «Кореспондент», «Time Out», «15 хвилин», «Единственная», а також Інтернет-видання та інформаційні агенції: unian.net, obozrevatel.com, mignews.com.ua, from-ua.com, glavred.info, korrespondent.net.
Однак, не зважаючи на те, що від 1991 року українців відокремлює вже 19 років, рух ЛГБТ в Україні досить слабко розвинений через різноманітні причини. Серед них можна виділити: відсутність плідної співпраці між організаціями лесбійок і геїв; мала активність спільноти та небажання боротися за свої права; недостатнє фінансування, що не дозволяє почати навіть малі проєкти, не пов'язані з профілактикою ВІЛ/СНІДу, а спрямовані на протидію гомофобії, стигмі та дискримінації або підвищення організаційного рівня існуючих громадських організацій і груп. Також слід зазначити недолік інформації про ЛГБТ-спільноту та ЛГБТ-рух; високий рівень гомофобії в ЗМІ та владних структурах; труднощі при реєстрації громадських організацій ЛГБТ та взаємодії із владою.
З 2008 року в Україні започатковано практику щорічного проведення Національних ЛГБТ-конференцій, на яких у рамках дво-триденних зборів проводяться презентації досліджень серед ЧСЧ/ЛГБТ, подій в ЛГБТ-спільноті, нових профілактичних проєктів в Україні, публікацій з ЛГБТ-тематики; влаштовуються майстер-класи та семінари щодо методів і підходів у профілактиці ВІЛ-інфекції/СНІДу/ІПСШ, психологічної підтримки та створення сприятливого середовища для ЛГБТ/ЧСЧ/ЖСЖ, мобілізації ЛГБТ-спільноти, проведення адвокаційних кампаній в інтересах ЛГБТ. Крім цього, наприкінці кожного календарного року, починаючи з 2007, відбувається стратегічне планування діяльності ЛГБТ-організацій, на якому представники неурядових об'єднань ЛГБТ і ЧСЧ-сервісних організацій підбивають під сумки своєї участі в міжнародних і національних заходах з питань охорони здоров'я та прав людини для ЛГБТ/ЧСЧ, планують діяльність своїх організацій і проєктів на наступний рік.
У 2016 році в Україні було засновано першу премію для журналістів, що пишуть про ЛГБТ — Charlie Award.
5 грудня 2023 року зародилася літгрупа «Чорничні ночі» — об'єднання сучасних українських авторів, які пишуть на тему ЛГБТ, яку створила Лейла Голден (Leila Holden).